# قرار مجلس الأمن التابع للأمم المتحدة رقم 2
قرار مجلس أمن الأمم المتحدة 2 الذي اعتمد يوم 30 يناير 1946 شجع إيران والاتحاد السوفيتي على حل النزاع بينهما بشأن القوات السوفيتية المحتلة للأراضي الإيرانية وتم اعتماد القرار بالإجماع.

## روابط خارجية
- النص الكامل للقرار (إنجليزية)